# Josef Schwaiger (Widerstandskämpfer)
Josef Schwaiger (* 13. August 1905 in Königswiesen; † 19. März 1944 in Wien) war ein österreichischer Feuerwehrmann und Widerstandskämpfer gegen den Nationalsozialismus. Er starb durch Suizid in der Untersuchungshaft.

## Leben
Schwaiger war Hauptwachtmeister der Wiener Feuerschutzpolizei und gehörte einer kommunistischen Widerstandsgruppe an. Er wurde am 9. März 1944 festgenommen und ab 13. März 1944 wurde ihm und 46 weiteren Widerstandskämpfern vor dem Obersten SS- und Polizeigericht der Prozess gemacht. Schwaiger starb während des Prozesses am 19. März. Angesichts seiner aussichtslosen Lage wählte er den Freitod durch Erhängen.
Seine Kollegen Franz Pascher, Johann Perthold, Hermann Plackholm, Oskar Schlaf und Johann Zak wurden wegen „Vorbereitung zum Hochverrat“ und „Landesverrats“ zum Tode verurteilt, die übrigen Angeklagten erhielten lebenslange oder mehrjährige Zuchthausstrafen. Ein weiterer Kollege, Rudolf Haider, wurde in einem gesonderten Verfahren zum Tode verurteilt und mit dem Fallbeil hingerichtet.

## Gedenken

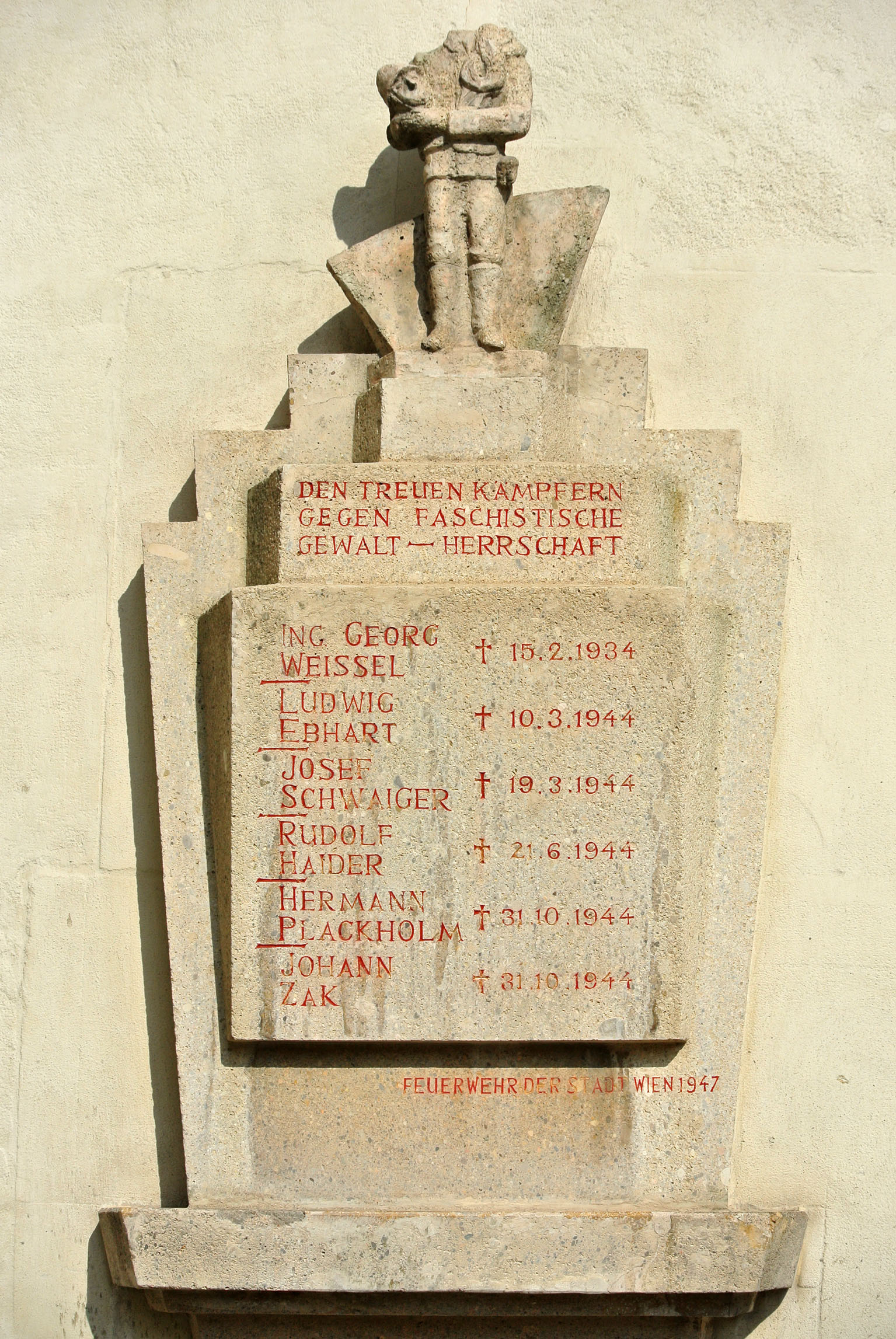
Gedenkstein an der Zentralfeuerwache Am Hof, Wien Innere Stadt

Seit 1947 erinnert das Denkmal für die vom Faschismus ermordeten Feuerwehrmänner an der Wiener Feuerwehrzentrale Am Hof an den Widerstandskämpfer gegen den Austrofaschismus Georg Weissel und an fünf Opfer der NS-Justiz, die Kommunisten Ludwig Ebhart, Rudolf Haider, Hermann Plackholm, Josef Schwaiger und Johann Zak. Das Denkmal wurde von Mario Petrucci gestaltet und zeigt einen enthaupteten Feuerwehrmann, der seinen Kopf im rechten Arm hält.